# Deutschsprachige Gesellschaft für Intraokularlinsen-Implantation
Die Deutschsprachige Gesellschaft für Intraokularlinsen-Implantation, interventionelle und refraktive Chirurgie (DGII) (im internationalen Schrifttum: German Society for Cataract and Refractive Surgery) ist eine wissenschaftliche Fachgesellschaft operativ tätiger Augenärzte in Deutschland, Österreich und der Schweiz.

## Geschichte
Die DGII wurde 1987 in Gießen gegründet, wo damals der erste von 32 Jahreskongressen stattfand. Wie der gewählte Name „Deutschsprachige Gesellschaft für Intraokularlinsen-Implantation“ andeutet, ging es den Gründungsmitgliedern zunächst primär um die in den 1980er Jahren sich etablierenden neuen Methoden in der Kataraktchirurgie (Grauer Star) wie das Aufkommen von Intraokularlinsen und der Phakoemulsifikation.
In den folgenden Jahren erweiterte sich das Spektrum der DGII zusehends. Zwar ist die Katarakt- und die Refraktive Chirurgie nach wie vor ein Schwerpunkt im Fortbildungsprogramm und in den Publikationen der Gesellschaft und ihrer Mitglieder, doch deckt sie heute fast die gesamte operative Augenheilkunde ab, darunter auch die Chirurgie des Glaukoms und die vitreoretinale Chirurgie (operative Eingriffe am Glaskörper und am Hinterabschnitt des Auges).

## Tagungen und Publikationen
Der alljährlich im Frühjahr stattfindende Kongress bietet Kurse, Vorträge und Wetlabs zu unterschiedlichen ophthalmochirurgischen Verfahren an. Auf der Tagung verleiht die DGII alljährlich einen Wissenschaftspreis, einen Publikationspreis und ab 2019 auch einen Medienpreis. Die Vorträge und Referate der Tagungen werden in einem Kongressband publiziert. Die Information der Mitglieder geschieht über die Website und über den Newsletter „DGII aktuell“. Experten der DGII erstellen Leitlinien und Empfehlungen zu Themen der operativen Augenheilkunde, unter anderem zur Prävention schwerer Infektionen (Endophthalmitis) nach Kataraktoperation. Berichte über die Kongresse der DGII erscheinen in relevanten Fachzeitschriften wie der Zeitschrift „Ophthalmo-Chirurgie“ aus dem Kaden Verlag.
Präsident der DGII ist seit 2020 Christopher Wirbelauer (Berlin), Vizepräsident ist Albert J. Augustin (Karlsruhe), Schatzmeister ist Burkhard Dick (Bochum) und Generalsekretär ist Gerd U. Auffarth (Heidelberg). Der nächste Kongress der DGII wird vom 10. bis 12. Februar 2022 als Hybridveranstaltung (Hybrides Event) in Dortmund und virtuell stattfinden, Schwerpunkte werden neben der Katarakt- und Refraktivchirurgie die Themen Glaukom und Netzhaut sein.